# Fiódor Vólkov

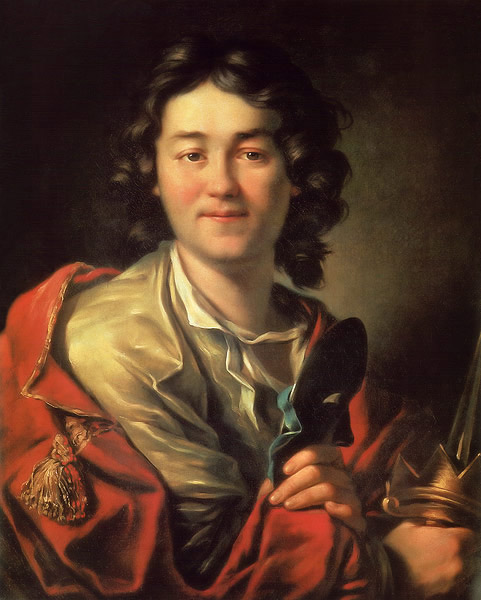
Fiódor Vólkov, fundador del teatro ruso. Óleo de Antón Losenko. 1763. Galería Tretiakov.

Fiódor Grigórievich Vólkov (del ruso: Фёдор Григорьевич Волков) (20 de febrero de 1729, Kostromá - 15 de abril de 1763, Moscú) fue un actor ruso y fundador del primer teatro permanente ruso.
Hijastro de un comerciante de Kostromá, Fiódor Vólkov recibió una educación versátil. Fue el fundador del primer teatro público en Yaroslavl en 1750, que más tarde traería fama a actores hasta entonces desconocidos, como Iván Dmitrevski. Dos años más tarde, Fiódor Vólkov y su teatro fueron invitados por la emperatriz Isabel I para actuar en su corte, pero no tardarían en ser despedidos debido a su naturaleza "plebeya". En 1756, la emperatriz emitió un decreto para la creación del primer teatro permanente público en San Petersburgo bajo la dirección de Aleksandr Sumarókov. Fiódor Vólkov ayudó a Sumarókov en la gestión del teatro y cinco años más tarde se convirtió en su director tras la renuncia de este último. Vólkov creó el teatro público profesional ruso, que obtuvo una gran importancia nacional y allanó el camino a una serie de actores rusos.